# Сарайва де Соуза, Иван
Ива́н Сара́йва де Со́уза (порт.-браз. Ivan Saraiva de Souza; 18 января 1982, Кампинас) — бразильский футболист, защитник.
Профессиональную карьеру начал в клубе «Атлетико Паранаэнсе». Дебютировал 3 августа 2001 года в матче против «Гремио» (2:0). Всего за ураган провёл 103 матча и забил 3 гола. В январе 2005 года отправился в полугодичную аренду в донецкий «Шахтёр» с правом выкупа. В команде сыграл всего один матч против харьковского «Металлиста» (0:1). В 2007 году выступал за «Флуминенсе» на правах аренды. Зимой 2008 года перешёл в турецкий «Газиантепспор», в котором провел 4 года, проведя 118 матчей и отличившись 5 раз. 4 сентября 2012 года подписал контракт с «Мерсин Идманюрду».

## Достижения
- Чемпион Бразилии (1): 2001
- Вице-чемпион Бразилии (1): 2004
- Чемпион Украины (1): 2004/05
- Чемпион штата Парана (1): 2002
- Обладатель Кубка Бразилии (1): 2007